# Sura (Babilónia)

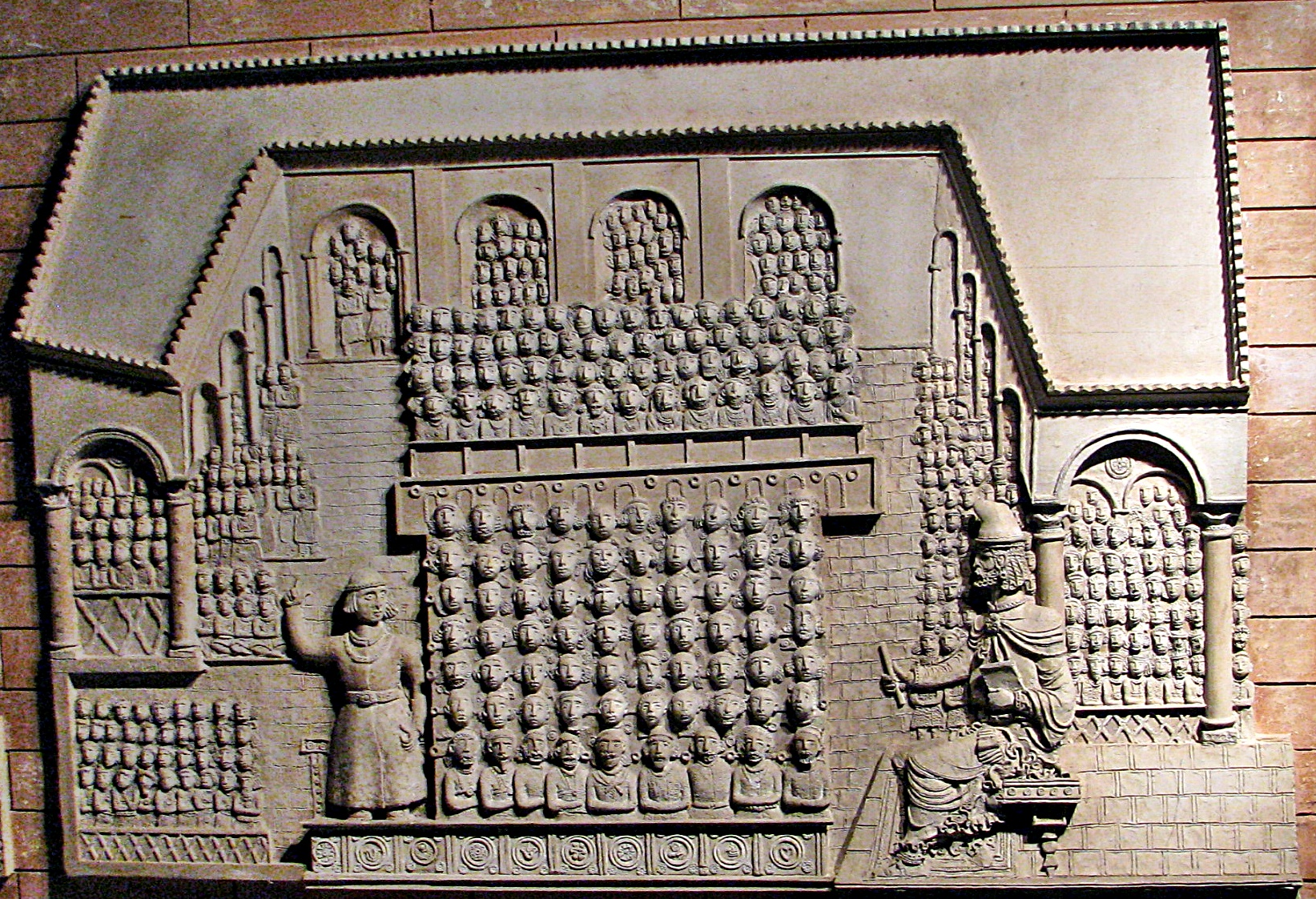
Relevo representando o rabino Ashi ensinando na Academia Talmúdica de Sura, Babilónia,, no museu Beth Hatefutsoth em Israel

Sura era uma cidade na parte sul da Antiga Babilónia, localizada a oeste do rio Eufrates. Era famosa pela sua produção agrícola, a qual incluía uvas, trigo, e cevada. Foi também um centro importante de estudo e ensino da Torá, e sede de uma importante yeshivá — a Academia de Sura — a qual, juntamente com as yeshivot de Pumbedita e Neardeia, deram origem ao Talmude Babilónico.
De acordo com o Rav Sherira Gaón, Sura era idêntica à cidade de Mata Mehasia, a qual também é mencionada no Talmude. A academia de Sura foi fundada pelo Rav Abba Arika no século III d.C.
Uma fonte síria descreve-a como uma cidade completamente habitada por judeus, situada entre Maoze (ou seja, Almadaim) e Hira, no sul do Iraque. Uma obra do Rabino Natronai Gaón diz que Sura estava a cerca de 6 quilômetros de Hira.